# Mexico ved sommer-OL 2024
Mexico deltog i sommer-OL 2024 i Paris, Frankrig i perioden 26. juli til 11. august 2024.
Udøvere for Mexico vandt tilsammen fem medaljer, hvoraf tre sølv og to bronze.

## Medaljer
| 2024 Paris | Guld | Sølv | Bronze | Total |
| Mexico     | 0    | 3    | 2      | 5     |

### Medaljevinderne
| Mexico under sommer-OL 2024 i Paris | Mexico under sommer-OL 2024 i Paris              | Mexico under sommer-OL 2024 i Paris | Mexico under sommer-OL 2024 i Paris | Mexico under sommer-OL 2024 i Paris |
| Medalje                             | Navn                                             | Sport                               | Event                               | Dato                                |
| ----------------------------------- | ------------------------------------------------ | ----------------------------------- | ----------------------------------- | ----------------------------------- |
| Sølv                                | Prisca Awiti Alcaraz                             | Judo                                | Damernes 63 kg                      | 30. juli                            |
| Sølv                                | Osmar Olvera Juan Celaya                         | Udspring                            | Men's synchronized 3 m springboard  | 2. august                           |
| Sølv                                | Marco Verde                                      | Boksning                            | Herrernes 71 kg                     | 9. august                           |
| Bronze                              | Ángela Ruiz Alejandra Valencia Ana Paula Vázquez | Bueskydning                         | Damernes hold                       | 28. juli                            |
| Bronze                              | Osmar Olvera                                     | Udspring                            | Men's 3 m springboard               | 8. august                           |